# Ivar Mortensson-Egnund
Ivar Julius Mortensson-Egnund, född den 24 juli 1857 i Lille Elvedal, död den 16 februari 1934 i Egnund, var en norsk författare, översättare och präst.
Mortensson slöt sig som student till maalsaken och började skriva i rörelsens huvudorgan Fedraheimen, vars redigering han övertog 1883 och som han ledde i rabulistisk riktning, tills det slutligen 1891 blev "anarkistisk-kommunistiskt". För sina kristliga, av Pjotr Kropotkin påverkade sociala idéer fick han senare avlopp i ett eget organ Fridom, tidsskrift for sjølvstyre og sjølvhjelp (1897–1898). 
Mortensson, som tagit teologisk ämbetsexamen 1883, prästvigdes 1909 och var 1910–1918 kyrkoherde, först i Fyresdal, Kristiansands stift och därefter i Løten, Hamars stift. Han var en av sin tids mest framstående författare på nynorsk, som då kallades norskt landsmål. Som lyriker utmärkte sig Mortensson, skriver Karl Vilhelm Hammer i Nordisk Familjebok, "för rik fantasi, religiös känsla och böjelse för mysticism. Hans diktning bär också prägel af fint sinne för språkets rytm och musik, sökande efter säregna uttryck och klangeffekter." 
Starkt framträder hans språkkonst i prosadiktsamlingen Or duldo. Draumkvæde (1895), en cykel tankedikter. Sina personliga utvecklingsstämningar uttrycker han i Svall (1898), en samling kåserier. Ett, enligt Hammer, "fullt genomfört och högst egendomligt konstverk med fläkt av primitiv norrön anda, kanske i någon mån inspirerat av R. Wagners musikdramer, är Varg i veum. Soguspel fraa forntidi, 900–1000 (1901), dock ofolkligt genom sitt dunkel". 
Skådespel av Mortensson är vidare Hugleik (1902) och Skogtroll (1906). I Runir (1908) har han på vers och prosa utvecklat sin livsåskådning. Som nationalekonom försökte sig Mortensson i en rad avhandlingar om Matløysa i Norig (i tidskriften Syn og Segn, 1895–1896), som pietetsfull biografisk essayist i Arne Garborg. Ein fyretalsmann (1897) och Ivar Aasen. Ein norsk kulturmann (1903), som kulturhistoriker i Bondeskipnad i Norig i eldre tid (1904). 
Mortensson var också en framstående översättare av fornnordisk diktning. Edda-kvæde: I. Gudekvæde (1905), II. Kjempekvæde (1908) och sammanfattningen Utvalde Edda-kvæde, tilskipa for skule og heim (1912) bär vittne om detta.